# Lenguas bantúes meridionales
Las lenguas bantúes meridionales son el mayor subgrupo de lenguas bantúes, cuya validez filogenética fue investigada por Janson (1991-92). Se corresponden casi exactamente con el grupo S de la clasificación de Guthrie (la única diferencia es la exclusión shona que no forman parte de las lenguas bantúes meridionales y la inclusión de las lenguas makua). El grupo incluye todas las lenguas bantúes de Sudáfrica, Botsuana y Mozambique.

## Clasificación
La siguiente es una lista de idiomas bantúes meridionales (el código entre paréntesis se refiere a su posición en la clasificación de Guthrie):
- Makua (Makhuwa) (P30)
- Chopi ? (S60): Chopi, Tonga
- lenguas nguni (S40)
  - Zunda:
- Xhosa,
- Zulú,
- Ndebele septentrional
  - Tekela:
- Swati,
- Phuthi,
- Ndebele meridional,
- Lala
- * sotho-tswana (S30 + K20):
- Tswana,
- Birwa
- Tswapong,
- Kgalagadi
  - Sotho:
- Sotho septentrional (sePedi),
- Sotho meridional (Sotho),
- Lozi
  - Tswa-Ronga ? (S50):
- Ronga,
- Tswa,
- Tsonga-Gwamba
- Venda (S20)
  - Idiomas oficiales

La validez de las ramas chopi y tswa-ronga no ha sido verificada. Algunas clasificaicones anteriores a la de Janson incluían a las lenguas shona como una rama coordinada, junto con las lenguas nyasa y excluían a las lenguas makua.

## Comparación léxica
Los numerales para diferentes lenguas bantúes meridionales son:
| GLOSA | Chopi   | Chopi     | Nguni                 | Nguni      | Nguni        | Ronga   | Ronga   | Venda | PROTO- BANTÚ S.   |
| GLOSA | Chopi   | Gitonga   | Swati                 | Xhosa      | Zulú         | Tswa    | Tsonga  | Venda | PROTO- BANTÚ S.   |
| ----- | ------- | --------- | --------------------- | ---------- | ------------ | ------- | ------- | ----- | ----------------- |
| '1'   | -mué    | mwéyò     | ɲɛ́                    | ɲɛ̀         | dwa          | -nʼwè   | ŋwè     | tʰiɦi | *mwe              |
| '2'   | -mbiri  | mbìlì     | -ɓilí                 | mbìní      | ɓiːli        | -mbirhí | ᵐbìr̤í   | mbiɾi | *(m-)bɛɾi         |
| '3'   | -ràrú   | tʰárù     | -ʦʼâtfʼu              | ntʼátʰù    | tʰaːtʰu      | -nhárhù | n̤árù    | tʰaru | *(m-)tʰaru        |
| '4'   | mùné    | dzìná     | -nɛ                   | nɛ̀         | ne           | -múnè   | mùnè    | nn̪a   | *(mu-)nɛ          |
| '5'   | nʼtʃànú | lìvbàndré | siɬánu                | ntɬʼànù    | ɬe           | ntlhánù | ⁿtlʰánù | t̪ʰanu | *cʰanu            |
| '6'   | 5+1     | 5+1       | -sipʰóɬôŋo/ sitfʼûpʰa | ntʼándátʰù | isitʰuːpʰa   | 5+1     | ʦèβú    | 5+1   | *5+1 *ʦi-pu       |
| '7'   | 5+2     | 5+2       | sikʰombisa            | síǁʰɛ̀ŋǁɛ̀   | isikʰombiːsa | 5+2     | ⁿkómbó  | 5+2   | *5+2 *(ʦi)-kʰomb- |
| '8'   | 5+3     | 5+3       | sipʰɔɬɔŋɔ             | síb̤ɔ̀zɔ́     | 10-2         | 5+2     | ⁿh̤ùŋgú  | 5+3   | *5+3              |
| '9'   | 5+4     | 5+4       | lifiǀa                | lítʰɔ̀ɓá    | 10-1         | 5+2     | ᵑkájé   | 5+4   | *5+4              |
| '10'  | gúmí    | likʰúmì   | liʃumi                | lîʃûmì     | iʃuːmi       | khúmè   | kʰúmè   | fumi  | *kumi             |
| GLOSA | Sotho-Tswana      | Sotho-Tswana         | Sotho-Tswana | Sotho-Tswana   | Sotho-Tswana   | Sotho-Tswana   | Sotho-Tswana    | Sotho-Tswana        |
| GLOSA | Birwa             | Kgalagadi            | Lozi         | Ndebele merid. | Sotho septent. | Sotho merid.   | Tswana          | PROTO- ST           |
| ----- | ----------------- | -------------------- | ------------ | -------------- | -------------- | -------------- | --------------- | ------------------- |
| '1'   | -tèè / nŋwè       | -ːŋwɪ                | ɲwì          | -ɲɛ            | tʼeé           | ŋoe            | ǹŋwɛ́            | *ŋwe                |
| '2'   | -bèdí             | -bɪrɪ́                | -βelí        | -ɓili          | pʼɛɹí          | pedi           | pɛ́dí            | *-bedi              |
| '3'   | -rárò             | -ráːrʊ               | -tálù        | -tʰatʰu        | tʰáro          | tʰɑʀo          | ráró            | *tʰaru              |
| '4'   | -nnè              | -ːnɛ                 | -nè          | -nɛ            | ńnɛ            | nɛ             | ńnɛ́             | *(n)nɛ              |
| '5'   | -tʰánò            | -tʰáːnʊ              | kètálìzóɦò   | -ɬanu          | ɬáno           | ɬɑno           | tɬʰánʊ́          | *tɬʰanu             |
| '6'   | -ʦʰélélà / rátárò | -kʲikʲáːnɪ           | sìlèlà       | -tʰandatʰu     | ʦʰélá          | ʦɛlɑ           | rátárʊ̄          | *ra-tʰaru *-ʦʰelela |
| '7'   | -sùpá             | -suːpá               | sùpà         | -kʰɔmba        | ʃupʼa          | supɑ           | sùpá            | *-supa              |
| '8'   | -ròbèdí (10-2)    | -bútámɪbeːrí (10-2)  | 5+3          | -ɓunanɛ        | seswái         | ʀobedi (10-2)  | ròbɛ́dí (10-2)   | *10-2               |
| '9'   | -ròbónŋwè (10-1)  | -bútámowóːnʷɛ (10-1) | 5+4          | -tʰɔɓa         | seɲáne         | ʀoboʀoŋ (10-1) | rɔ̀bʊ̄n̄ŋwɛ́ (10-1) | *10-1               |
| '10'  | -sòmè             | lɪʃʊ́ːmɪ              | lìʃúmì       | -ʧʰumi         | lesóme         | leʃomɛ         | lɪ̀sʊ́mɛ̄          | *li-ʃumi            |